# Barthélemy Hervart
Barthélemy Hervart ou Herwart, né à Augsbourg le 16 août 1607- 22 octobre 1676, fils de Daniel Herwart, banquier huguenot qui, à plusieurs reprises sauva la monarchie française, par des prêts importants durant la Fronde et au moment de l'arrestation de Fouquet. Il fut propriétaire du château de Saint-Cloud de 1655 à 1658.

## Biographie
Il est le fils d’un banquier protestant d'Augsbourg venu à Lyon, Daniel Herwart. D’abord munitionnaire, il est ordonnateur de l'armée de Bernard de Saxe-Weimar. À la mort de celui-ci en 1639, il est chargé de négocier avec Richelieu le passage de ses troupes au service de Louis XIII. Le traité de capitulation du 9 octobre 1639 permet à Barthélemy et à son frère Jean Henry d'acquérir la nationalité française et des terres en Alsace : à Huningue, et le domaine de Landser. Il est ensuite banquier à Paris, associé à Jean Henry. Il est conseiller d’État en 1649. Son soutien financier à Mazarin permet à ce dernier de venir à bout de ses opposants. Barthélemy Hervart obtient le poste d'intendant des finances en 1650 et, bien que protestant, celui de contrôleur général des finances en 1657. Il conserve celui-ci jusqu'au 12 décembre 1665. Après l'arrestation de Nicolas Fouquet, Louis XIV confie l'autorité exclusive sur ses finances à Colbert, déjà « membre de nos conseils et intendant de nos finances », en lui confiant la charge du contrôle général des finances, jusque-là exercée collégialement par Louis Le Tonnelier de Breteuil et Barthélemy Hervart. Ces derniers sont dûment dédommagés de cette perte. Hervart meurt richissime à Paris en 1676, sans être inquiété pour sa religion.

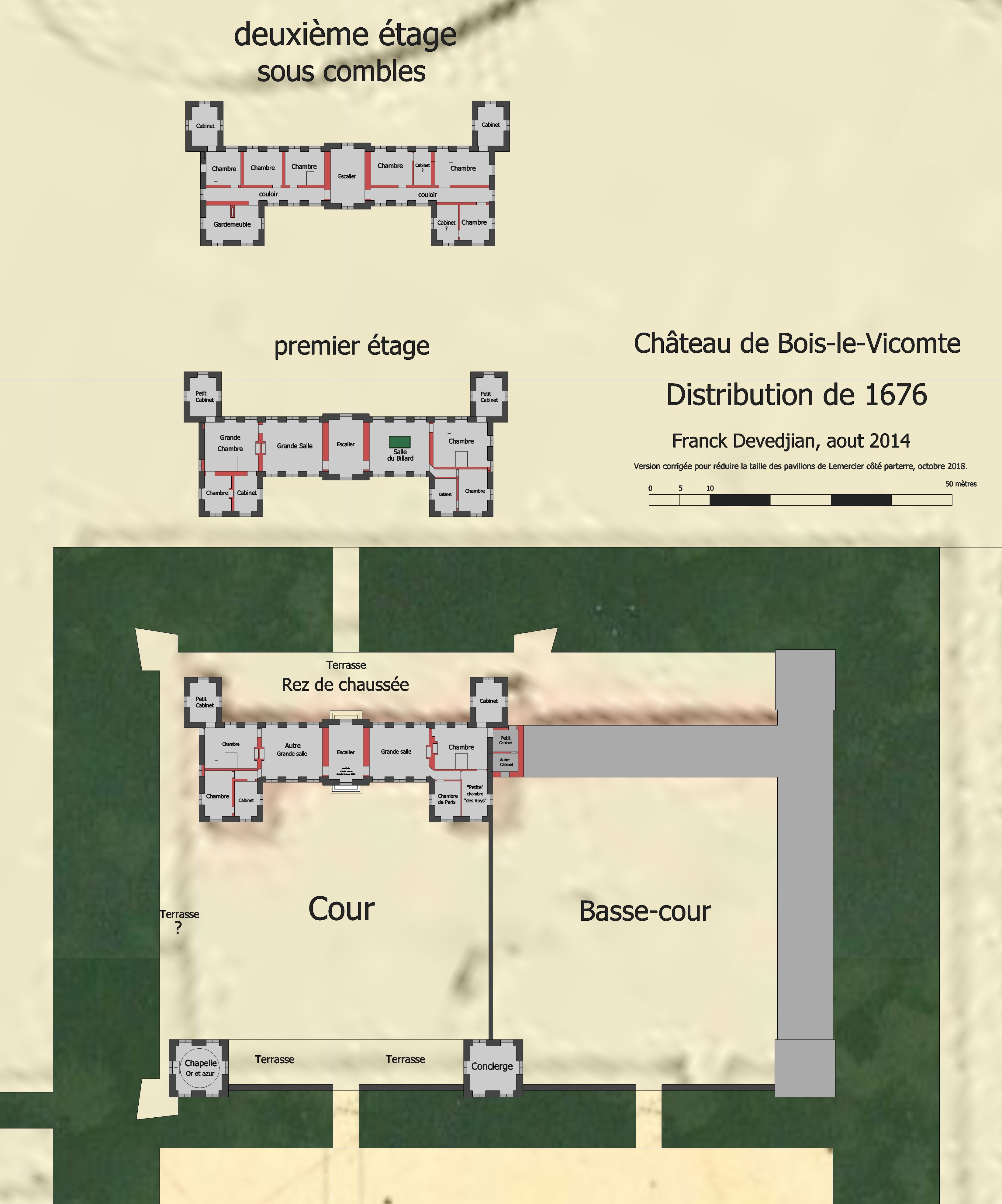
Restitution de la distribution du château de Bois-le-Vicomte en 1676, à la mort de Barthélémy Hervart.

Dans son inventaire après décès, il est qualifié de chevalier, seigneur de Bois-le-Vicomte, La Villette, Mitry, Mory, Novion-en-France, Haut et Bas Lantzern en Alsace.
- À la chute de Fouquet, il est poursuivi comme de nombreux financiers. Il est condamné à une amende symbolique.
- Actionnaire de marais salants, de la société de dessèchement des paluds et marais d'Arles et des Baux, et de la Compagnie des Indes orientales.

## Descendance
Il s'était marié avec Esther Vimar (décédée en 1697) dont il eut plusieurs enfants :
- Jean-Antoine Hervart, seigneur du Haut et Bas Lantzern en Alsace
- Anne Hervart († 1700) s'était converti au catholicisme en novembre 1685. Il était conseiller au parlement de Paris reçu le 3 mars 1673, maître des requêtes en 1689. Il est mort en 1699. Il a hérité de l'hôtel d'Hervart que son père avait fait construire à Paris à la place de l'ancien hôtel d'Épernon, rue Plâtrière, paroisse Saint-Eustache. Ami de Jean de La Fontaine qui avait rencontré son père au château de Vaux, il l'hébergea pendant les deux dernières années de sa vie et mourut dans son hôtel le 13 avril 1695.
- Esther Herwart (1637 - Londres 15 juillet 1722) mariée le 22 février 1656 avec Charles III de la Tour du Pin, marquis de Gouvernet, d'Aix et de Cénevières[2], et baron de Mures, d'Auberive et autres places et sénéchal de Valentinois et de Diois. Il est mort le 23 juillet 1683. Elle a été autorisée à quitter la France pour l'Angleterre en 1686 sous condition de laisser ses enfants en France. Elle avait transmis ses biens en Alsace à ses enfants restés en France ainsi que ceux hérités de Anne et Jean-Antoine Hervart morts sans descendance. Elle est naturalisée anglaise par lettres-patentes royales du 16 janvier 1691. Elle est connue en Angleterre sous l'appellation de Madame de Gouvernet après 1716. Ils ont eu cinq enfants. De cette union sont nés :
  - Charles-Barthélémy de la Tour du Pin, né le 12 avril 1663[3] mort en 1703, marquis de Gouvernet et Cénevières, baron d'Aix, marié à Louise Emilie de Goussé de la Roche-Allard ;
    - Charles Frédéric de la Tour-du-Pin de Bourelon (1694-1775), marquis se Gouvernet, marié en 1717 à Suzanne-Catherine Gravet de Livret (1684-1778), mort sans descendant le 20 avril 1775. Le titre passe à son cousin germain Jean-Frédéric de La Tour du Pin Gouvernet, comte de Paulin, nommé lieutenant général des armées du roi en 1781, et ministre de la guerre en 1789. Il a été guillotiné le 28 avril 1794.

  - Jean-Frédéric de la Tour du Pin, appelé abbé de Gouvernet, né le 25 mars 1671, mort à Paris le 21 novembre 1738 ;
  - Esther d'Eland (30 décembre 1665-1694) mariée en avril 1684 avec Henry Savile  (1661-1687), Lord Eland, fils aîné et héritier présomptif de George Savile, marquis de Halifax. Elle fut inhumée à l'abbaye de Westminster le 26 mai 1694. Sa grand-mère et sa mère qui l'avaient rejointe en Angleterre après l'édit de Fontainebleau y ont aussi été inhumées[4]
  - Magdeleine-Sabine de la Tour du Pin, mariée en 1690 à Joseph-François de Grolée (vers 1655 - 26 septembre 1705), marquis de Viriville, gouverneur de Montélmar, décédée 1741.

## Famille Herwart ou Hervart
- Georg Herwart a été bourgmestre d'Augsbourg
- Ulrich Herwart, fils de Georg, a été banni d'Augsbourg en 1584 pour avoir refusé d'accepter le calendrier grégorien. Ayant déjà commencé des opérations mercantiles avec les marchands lyonnais, il s'y installa.
- Daniel Herwart (7 février 1574 - 18 février 1638), fils d'Ulrich, s'est établi à Lyon et se maria, en 1599, avec Anne Erlin (morte en 1622), fille d'un banquier établi à Lyon originaire du Wurtemberg, dont il eut :
  - Barthélemy Herwart (1607-1676), ci-dessus,
  - Jean Henry Herwart (1609-  ), banquier, trésorier de la solde versée par le roi de France pour les troupes de Bernard de Saxe-Weimar, puis il est entrepreneur pour l'assèchement des marais autour d'Arles. Il s'est marié à Marie-Rosine de Rehlingen
  - deux filles, Régine et Hélène, qui se sont mariées avec deux frères banquiers suisses, les Zollikoffer, aussi appelés Solicoffre ;

Daniel Herwart se remaria en 1623, avec Louise Sève (vers 1589 - après 1651), d'origine genevoise, appartenant au patriciat protestant de la ville. Il en eut deux filles dont 
- Catherine Herwart, qui s'est mariée au marchand et banquier Nicolas Fromont.

- Philibert Herwart Des Marets (ou des Marais), baron de Huningue, est le fils de Jean Henry Herwart, seigneur des Marais, puis baron de Huningue. Il est né à Lyon en 1644, et mort en 1721. Après la révocation de l'édit de Nantes, il se réfugie en Angleterre. Le roi Guillaume III le choisit comme envoyé extraordinaire à Genève, en 1690, puis auprès des cantons Suisses en 1692. Ce choix était peut-être dû à ses liens familiaux avec Genève. La seconde femme de son grand-père, Louise Sève, était genevoise. Sa tante, Anne Marie Crassel s'y était retirée. L'arrivée de la reine Anne sur le trône d'Angleterre, en 1702, a arrêté sa carrière diplomatique. Il se retire à Vevey où il obtient la bourgeoisie en 1704. Il passe en 1706 en Hollande où il vécut une dizaine d'années avant de s'établir à Londres en 1716. Il devient directeur de l'Hôpital français en 1720 et meurt le 30 avril 1721 à Southampton. Il s'est mariée en 1696, à Jedide-Azube Graffenried (Berne, 1674 - Lausanne, 1780), dont il eut :
  - Jean-François-Maximilien Herwart (1697-1762)
  - Marianne-Ursule Herwart (1699-1749), mariée en Angleterre en 1723 au général John Guise
  - Jacques-Philippe Herwart (1706-1764) qui, résidant à Vevey, hérita de la maison que son père avait construite
  - Sabine-François Herwart (La Haye, 1710 - Lausanne, 1780), mariée à Vevey, le 15 mai 1725, à Sigismond de Cerjat de Bressonaz

Jean-Jacques Rousseau cite Mme Hervart dans La nouvelle Héloïse, I, 33 :«Je ne sentis de ma vie un trouble égal à celui que j'éprouvai hier quand on t'annonça chez Madame d'Hervart».

## Barthélemy et Jean Henry Hervart et le financement du projet de dessèchement des marais d'Arles et des Baux
Jean Van Ens est l'ingénieur responsable du projet. Pour financer les travaux a été créée la société de dessèchement des marais d'Arles et des Baux. L'argent est apporté par des financiers proches de Richelieu puis de Mazarin :
- les frères Hervart : Barthélemy Hervart, Jean Henry Hervart
- Jean Hoeufft.

D'autres partenaires sont nommés :
- Octavio de Strada, d'origine de Prague[5], mais installé à Clermont, en Auvergne, et La Rochelle, dans Maison Henri II[6]; directeur de la Société pour l'assèchement du Petit Poitou,
- Michel Lucas, «seigneur de Gif, conseiller du roi en ses conseils», est un partenaire local,
- Jean François Genoyer, «bourgeois de la ville d'Orange».

La répartition des parts avait été faite sur la base de 20 sols se répartissant de la manière suivante en 1653 :
- Barthélemy et Jean Henry Hervart : 6 sols et 3 deniers, soit 31,25 %
- Jean Hoeufft et héritiers : 4 sols et 9 deniers (23,75 %)
- Octavio de Strada : 2 sols (10 %)
- Michel Lucas : 3 sols et 6 deniers (17,5 %)
- Madame Van Ens, héritière de son mari : 3 sols (15 %)
- Jean François Genoyer : 6 deniers (2,5 %)

La direction de la société à Arles a été confiée à Jean Henry Hervart.
On peut suivre le fonctionnement de la société à partir des états de ses comptes tenus, du 3 août 1643 au 1er décembre 1647, par Elie Van Dornen, puis, jusqu'au 31 octobre 1653, par Jean Adolphe Braun. À cette date est présenté le compte général du dessèchement des marais d'Arles et des Baux, dressé par Octavio de Strada. Il fait la synthèse des dépenses engagées par la société depuis 1643. Ces comptes montrent que les travaux effectués ont coûté 1 174 917 livres, 10 sous et 4 deniers. Ces comptes montrent des dépenses importantes en 1647 et 1648, dues aux conséquences de la crue du Rhône de 1646 qui a ruiné une partie des travaux effectués depuis 1642.
L'étude des comptes montre que Jean Van Ens et Octavio de Strada étaient en fait des employés de la société et que les deux partenaires locaux, Lucas et Genoyer sont des prête-noms. Les comptes montrent que l'investissement a été partagé également entre les frères Hervart et Jean Hoeufft, à savoir, pour chaque groupe, 468 847 livres tournois, en dehors des intérêts. Les parts dans la société ne permettent que de répartir les résultats entre les associés à la fin de chaque période.
Le partage des terrains desséchés est fait le 31 octobre 1653 entre les associés suivant leurs parts dans la société et en tenant compte de la qualité des terrains. Ces parts sont attribuées par tirage au sort.
Le 31 octobre 1653 sont rédigés les «Règlements et statuts faicts entre messieurs les associés au dessèchement des paluds & marais du terroir de la ville d'Arles et les Baux» en vingt articles. Ils traitent de la gestion des ouvrages et des responsabilités des associés. Ils imposent aux associés de se réunir une fois par an à Arles, le 16 août, «pour aviser et mettre ordre aux affaires de la société et procéder à la nomination d'un directeur».
Le nombre des associés va se réduire. En 1652, Jean Van Ens meurt. Étant mort insolvable, sa part dans la société va servir à payer ses dettes. Jean François Genoyer n'est plus cité après 1655. Lucas abandonne ses parts aux héritiers Hoeufft (mort avant Jean Van Ens) et aux Hervart en 1659. Stada est mort en 1655. En 1659, la société ne se compose plus que des Hervart et des héritiers Hoeufft. Après la révocation de l'édit de Nantes, les Hervart, Français, étant considérés comme religionnaires voient leurs biens saisis par le roi. L'administration de leurs biens est faite en régie et n'a été rendue en 1692 qu'aux héritiers catholiques restés en France. Les biens des héritiers Hoeufft, Néerlandais, ne sont pas touchés par la même mesure, mais ils sont confisqués au cours de la guerre avec la Hollande, mais rendus en 1713. Les descendants Hervart et Hoeufft sont donc restés propriétaires de la société pendant le XVIIIe siècle.
Des calculs faits à partir des baux ont permis à Michel Jean d'estimer le rendement moyen de l'investissement fait à au moins 5 % par an jusqu'en 1695.